# 蔣良鼎
蔣良鼎（？—1596年），號囗海，南直隶常州府武进县人。明朝政治人物、進士出身。

## 生平
明神宗萬曆四年（1576年）丙子科舉人，十七年（1589年）己丑科進士。户部觀政，八月授任福建尤溪縣知縣，十九年正月調任長泰縣知縣，二十年調繁漳州府龍溪縣知縣。丁憂歸，二十三年起補江西樂安知縣，二十四年卒于官。

## 家族
曾祖蔣盈。